# Пугачёвское викариатство
Пугачёвское викариа́тство — бывшее викариатство Саратовской епархии Русской православной церкви.
Создано в конце 1923 года после возвращения епископа Пугачевского Николая (Амасийского) из обновленческого раскола. Первое время именовалось Николаевским, хотя города уже носил название Пугачёв (ныне — в Саратовской области). После 1935 года — пресеклось.

## Епископы
- конец 1923 — 3 февраля 1924 — Николай (Амасийский)
- 31 марта 1924 — 12 января 1928 — Павел (Флеринский)
- декабрь 1927 — март 1928 — Николай (Амасийский), повторно  фактически к управлению не приступал
- 9 апреля 1928 — 16 августа 1931 — Павел (Флеринский), повторно
- 16 сентября 1931 — 1 ноября 1932 — Серафим (Зборовский)
- 7 ноября 1932 — 26 апреля 1934 — Андрей (Солнцев)
- 26 апреля — 14 мая 1934 — Амвросий (Смирнов)
- 14 мая 1934 — 18 февраля 1935 — Симеон (Михайлов)
- 5 февраля — 16 июля 1935 — Александр (Трапицын)
- 16 июля 1935 — арестован декабрь 1935 — Стефан (Виноградов)